# Goog (Rijnland)
De Goog (ook wel Goche) was een wetering in de provincie Zuid-Holland op het grondgebied van de gemeente Kaag en Braassem.
De Goog werd gegraven kort na 1220 en maakte onderdeel uit van het afwateringssysteem van het poldergebied rondom Woerden. In 1220 kwamen de bisschop van Utrecht Otto II en de Hollandse graaf Floris IV een verbetering van de afwatering overeen. Dat betekende dat op Utrechtse kosten drie kanalen gegraven zouden worden tussen de Oude Rijn en het IJ. Zo werden de Heimanswetering, de Woudwetering en de Goog gegraven. Het werk was in 1222 klaar. De Goog verbond het toen nog kleinere Braassemermeer met het Leidsemeer. De drie kanalen voerden het water via deze meren en het Haarlemmermeer af naar het IJ bij Spaarndam.
Door de uitbreiding van deze meren en door de latere inpoldering verdween de Goog als zelfstandige waterloop. De namen Googerpolder en Googermolen herinneren nog aan deze wetering.